# Giovanny
Giovanny Bariani Marques, mais conhecido como Giovanny (São Paulo, 19 de setembro de 1997), é um futebolista brasileiro que atua como atacante. Atualmente, joga pelo Juventude.

## Carreira
Em 2016, Giovanny fazia parte das categorias de base do Atlético Paranaense e foi promovido ao elenco principal do clube. Antes disso, já havia atuado nos elencos profissionais do Guaratinguetá e da Ponte Preta.
No ano seguinte, em 2017, foi emprestado para atuar no Paraná Clube.
Em 23 de janeiro de 2019, foi novamente emprestado, desta vez para o Goiás, onde permaneceu até o final da temporada.
Em 2022, Giovanny foi anunciado como reforço do clube búlgaro Lokomotiv Plovdiv.
No dia 1 de janeiro de 2024, foi anunciado pelo Guangxi Pingguo Haliao, clube que disputa a China League One.
Em 17 de janeiro de 2025, foi anunciado como reforço do Juventude.

## Títulos
Athletico Paranaense 
- Campeonato Paranaense: 2016, 2018[7]

- Copa Sul-Americana: 2018[7]

 Naútico 
- Campeonato Pernambucano: 2021[7]